# Le Russe (comics)
Le Russe (« The Russian ») est un super-vilain évoluant dans l'univers Marvel de la maison d'édition Marvel Comics. Créé par le scénariste Garth Ennis et le dessinateur Steve Dillon, le personnage de fiction apparaît pour la première fois dans le comic book The Punisher (vol. 5) #8 en novembre 2000. 
Le Russe est un tueur psychopathe titanesque, envoyé à New York pour liquider Frank Castle (le Punisher).

## Biographie du personnage
Le Russe est une montagne de muscles, pratiquement insensible à la douleur (excepté par la chaleur et les brûlures) et un véritable boucher, qui trouve amusant de massacrer ses victimes à mains nues ou à l'aide d'objets usuels (comme des pelles, des haches ou même une cuvette de toilettes arrachée à son ancrage).
Il est connu non seulement pour ses assassinats, mais aussi pour ses actes de barbarie et semble se complaire dans une cruauté joviale et impossible à arrêter. Il est embauché par la mafieuse Ma Gnucci pour régler son compte à Frank Castle (le Punisher) après que ce dernier ait exterminé pratiquement toute sa garde rapprochée.
Après un combat sans merci, durant lequel le Russe fait une pause pour déclarer combien il apprécie l'Amérique et ses super-héros (on apprend à cette occasion qu'il est le fondateur du « fan club de Smolensk de Daredevil l'Homme Sans Peur »), le tueur est vaincu par Castle qui l'étouffe sous le poids d'un homme obèse.
Le Russe revient à la vie, sponsorisé par un chef paramilitaire, avec une particularité : sa tête est greffée sur le corps robotique d'une femme. Cela peut paraître grotesque, mais les nouvelles protubérances mammaires du Russe ne le gêneront pas dans sa tâche et le Punisher devra compter sur Spider-Man, qui servira de punching-bag, pour venir à bout de ce monstre de laboratoire. C'est seulement en attachant le Russe à une bombe atomique larguée par son employeur que le Punisher se débarrassera enfin du tueur indestructible...

## Pouvoirs et capacités
À l'origine, le Russe n'a pas de super-pouvoirs, mais il est terriblement fort et endurant. Il peut briser un revolver à mains nues ou briser une échine sans effort ; sans même le faire exprès, il étouffe l'un des hommes de Ma Gnucci simplement en lui faisant un câlin un peu trop « viril ».
Bien qu'il n’ait reçu aucune formation spécifique dans le domaine des techniques de combat, c'est un lutteur de classe mondiale et un combattant chevronné. 
- Le Russe sait utiliser toutes sortes d'armes (haches, machettes, mitrailleuses, lance-roquettes, etc).
- En se battant contre le Punisher, il prend un coup de couteau dans le ventre et un coup de pied à l’entrejambe, mais réagit à peine. Il parle de ses nombreuses blessures mais ne semble nullement incommodé par elles. Il semble également ignorer la peur (il raconte comment il a sauté d'un avion en vol, provoquant le crash de ce dernier et étant le seul survivant). Son seul point faible est la chaleur : il est particulièrement sensible aux brûlures.

Après sa reconstruction et la greffe de sa tête sur un corps cybernétique féminin, il obtient les pouvoirs suivants :
- une force surhumaine (au moins égale à celle de Spider-Man, qui peut soulever jusqu'à 10 tonnes) ;
- une endurance et une résistance accrues[b] ;
- des sens augmentés (il prétend avoir « le flair d'un épagneul »).

Avant son augmentation, il possédait une force et une endurance remarquables, mais encore dans les limites humaines. Ses capacités physiques furent ensuite augmentées grâce à des renforcements physiques en métal et en plastique, et à la pose d’un alliage quasiment incassable sur l’ensemble de son squelette. Il reçut aussi des organes supplémentaires (d’origine humaine ou animale) notamment un second cœur, des poumons de gorille, une mâchoire en titane et vit ses sens olfactifs améliorés.

## Adaptation dans d'autres médias
Au cinéma, le Russe est incarné par Kevin Nash dans le film The Punisher (2004) et par Billy Clements dans Deadpool et Wolverine (2024).